# Големо Коняри
Големо Коняри или Големо Койнари (на македонска литературна норма: Големо Коњари) е село в южната част на Северна Македония, община Прилеп.

## География
Селото е разположено в областта Пелагония.

## История
В XIX век Големо Коняри е село в Прилепска кааза на Османската империя. В „Етнография на вилаетите Адрианопол, Монастир и Салоника“, издадена в Константинопол в 1878 година и отразяваща статистиката на населението от 1873 година, Големо Конаре (Golémo-Konaré) е посочено като село със 74 домакинства с 67 жители мюсюлмани и 258 българи.
Според статистиката на Васил Кънчов („Македония. Етнография и статистика“) от 1900 година Койнари Голѣмо има 590 жители, от които 550 българи християни и 40 турци.
На Етнографската карта на Битолския вилает на Картографския институт в София от 1901 година Големо Коняре е смесено село българи, албанци и турци в Прилепската каза на Битолския санджак със 77 къщи.
В началото на XX век българското население на селото е под върховенството на Българската екзархия. По данни на секретаря на екзархията Димитър Мишев („La Macédoine et sa Population Chrétienne“) през 1905 година в Голямо Конаре има 400 българи екзархисти.
Църквата „Света Троица“ е от 1912 година. Изградена е по инициатива на свещеник Велян Цветанов. Осветена е в 1925 година от епископ Йосиф Битолски. В 1977 годинае реновирана и живописта е цялостно покрита. Иконите са изписани в 1913 година от неизвестен автор. Сградата е еднокорабна, засводена с женска църква.
При избухването на Балканската война в 1912 година 4 жители на Голямо Коняри са доброволци в Македоно-одринското опълчение.
Според преброяването от 2002 година селото има 699 жители, всички северномакедонци.

## Личности
Родени в Големо Коняри
- Боце Веле, българин, православен, от село Големо поле, Прилепско, което вероятно е Големо Коняри, арестуван преди април 1904 година, обвинен в „даване на укритие на българския бунтовнически комитет“, осъден от Наказателния апелативен съд на 6 години затвор в твърдина, лежал в Битолския затвор, амнистиран с общата амнистия от 12 април 1904 година[8]
- Гоце Седлоски (р.1974), футболист и треньор от Северна Македония
- Мирче Свекяров (Свойкяров, ? - 1907), войвода от ВМОРО, убит в Ниш от сърби[9]